# DN59
DN59 (Drumul Național 59) este un drum național între Timișoara și frontiera cu Serbia. Are o lungime totală de 63,428 km. De la granița cu Serbia, este continuat spre Belgrad drept Drumul Statal IB10 (fost M1.9).

## Traseu
- km 0 - Timișoara
- km 13+790 - Șag
- km 24+130 - Jebel
- km 35+120 - Voiteg
- km 48+330 - Denta
- km 59+940 - Moravița
- km 63+428 - Frontiera Serbia